# Gerald Bridgeman
Gerald Michael Orlando Bridgeman (ur. 29 września 1911, zm. 30 sierpnia 1981) – brytyjski arystokrata, jedyny syn Orlando Bridgemana, 5. hrabiego Bradford i Margaret Bruce, córki 2. barona Aberdare.
Wykształcenie odebrał w Harrow School i w Trinity College na Uniwersytecie Cambridge. Uniwersytet ukończył w 1932 r. z tytułem bakałarza sztuk. W 1961 r. uzyskał na tej samej uczelni tytuł magistra. Po studiach służył w Armii Terytorialnej hrabstwa Shropshire w stopniu kapitana. Brał udział w II wojnie światowej i został wspomniany w rozkazie dziennym oraz odznaczony Territorial Decoration.
W 1949 r. został Sędzią Pokoju w Shropshire. W 1951 r. został również zastępcą Lorda Namiestnika tego hrabstwa. Po śmierci ojca w 1957 r. odziedziczył tytuł hrabiego Bradford i zasiadł w Izbie Lordów.
31 października 1946 r. poślubił Mary Willoughby Montgomery (przed 1928–1986), córkę podpułkownika Thomasa Montgomery'ego. Gerald i Mary mieli razem dwóch synów i dwie córki:
- Richard Thomas Orlando Bridgeman (ur. 3 października 1947), 7. hrabia Bradford
- Serena Mary Bridgeman (1 lipca 1949 - 16 stycznia 2001), żona Richarda Andrew, nie miała dzieci
- Caroline Louise Bridgeman (ur. 18 kwietnia 1952), żona Briana Garnella, ma dzieci
- Charles Gerald Orlando Bridgeman (ur. 25 czerwca 1954), ożenił się z Nicolą Sales, ma dzieci